# Эй (бухта)
Эй (нидерл. Ĳ [ɛi̯], на старых картах иногда показана как «Y» или «Ye») — бывшая бухта (залив) в нидерландской провинции Северная Голландия.
Бухта известна как одна из главных водных артерий Амстердама. Название происходит от германского слова, значащего «вода». В нидерландском языке название состоит из диграфа Ĳ, являющегося единой буквой, что делает оба символа в названии заглавными. Гавань в бухте Эй, на начало XX столетия, вмещала около 1000 кораблей.

## История

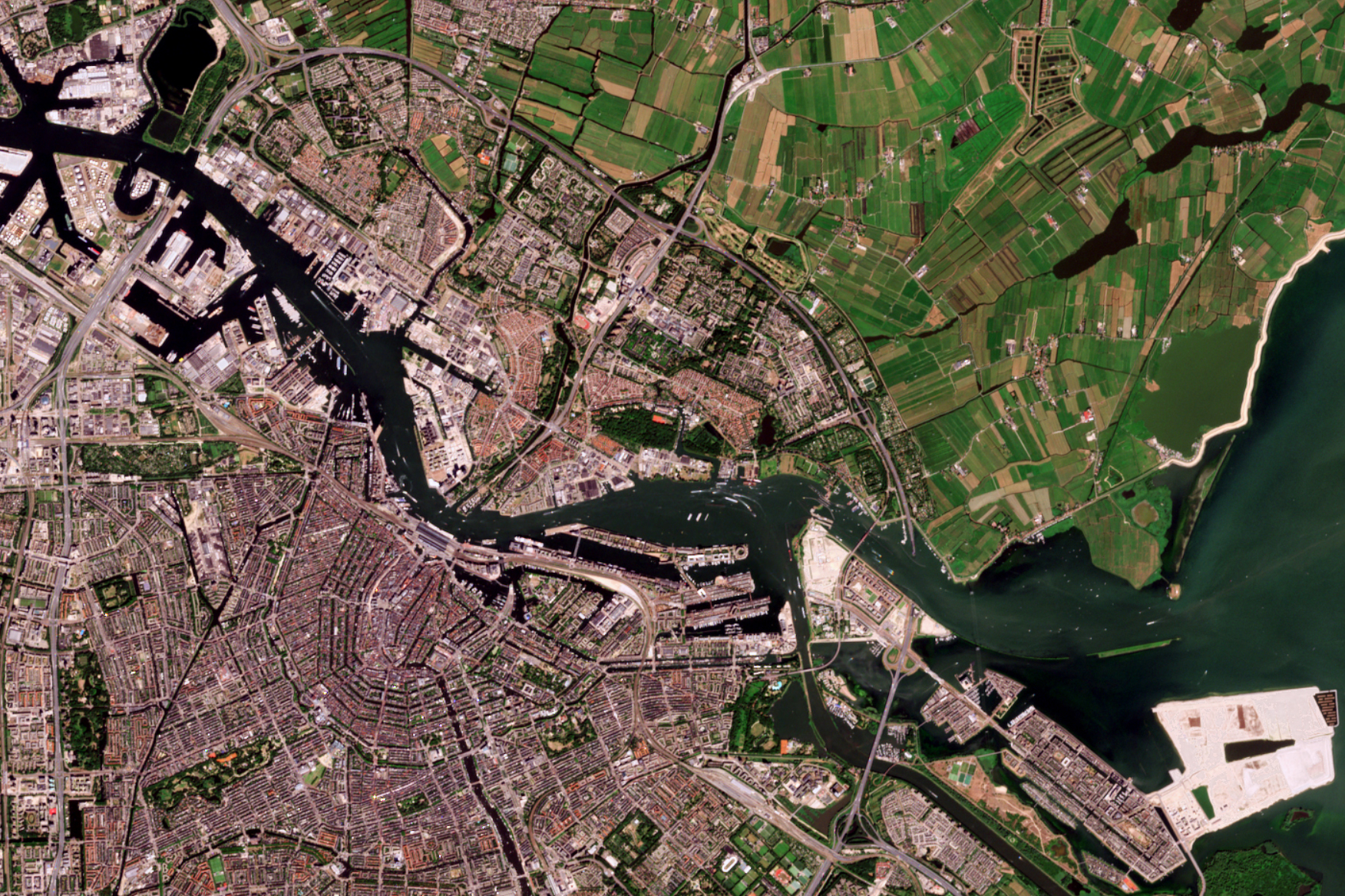
Эй, 2020

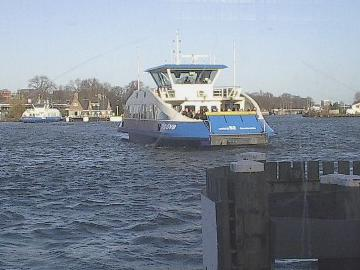

В исторические времена Эй была длинной и узкой бухтой в заливе Зёйдерзе, растянутой от Амстердама на востоке до Велсена на западе. Западную оконечность залива от Северного моря отделял лишь небольшой дюнный хребет. Со временем берега бухты размывались, и песчаная дюна постепенно перестала существовать, соединив Эй напрямую с Северным морем. К семнадцатому столетию, однако, вход в бухту со стороны моря снова стал почти недоступным из-за появившихся песчаных наносов, что сделало невозможным прямое судоходство между Амстердамом и Северным морем. В то же время, расширяющаяся бухта стала подмывать сельские земли, почти соединилась с озером Харлеммермер и создала серьёзную угрозу подтопления для городов Харлем и Амстердам.
Для исправления ситуации было разработано несколько проектов. Один из проектов, разработанный Яном Бланкеном, предусматривал прорытие канала через наносы, однако он не был осуществлён. В конце концов было решено озеро Харлеммермер и частично бухту Эй превратить в польдеры. В 1852 году Харлеммермер был осушен, затем в 1865—1876 была осушена часть Эя. В оставшейся части бухты был построен Нордзе-канал — были укреплены берега, произведены работы по углублению дна. В результате Амстердам снова получил прямое соединение с Северным морем. У входа в канал, со стороны моря, были сооружены шлюзы и заложен новый морской порт Эймёйден. Со стороны Амстердама, на осушенных землях также был построен новый порт.